# 特攻空母ベルーガ
『特攻空母ベルーガ』（とっこうくうぼベルーガ）は、2007年に松島徹が開発したWindows用シューティングゲーム。

## 概要
PC-6001版『タイニーゼビウス』や『スペースハリアー』などの制作者として有名な松島徹によって『特攻空母ベルーガmkII』として2007年に制作され、PC-6001の25周年記念のクリスマスプレゼントとして、とあるPC-6001のファンサイトに送付された（外部リンク参照）。その際に作者が転載禁止ではなく「転載しないの禁止」としたため、プログラムが各所に出回った。
Windows用ゲーム（DirectX9必須）ではあるがPC-6001相当の仮想マシンの上でソフトウェアを動かす形態をとっており、2008年には実際に有志によってPC-6001実機に移植された。また2015年には『龍が如く0 誓いの場所』のメインプログラマが松島の熱狂的ファンと言う縁で、『SF特攻空母ベルーガ（16ビット版）』として、セガよりPS Vitaで発売の『龍が如く0 基本無料アプリ for PlayStation Vita』内でプレイできるミニゲームとしても移植された。2016年には16ビット版がWindowsに移植されてDLsiteで販売されている（同人ソフト扱い）。
ちなみにフリガナはPC-6001の仕様に合わせて「トツコウクウホ゛　ヘ゛ルーカ゛」が正しい。

## ゲームシステム
自機が空中にいるときに使用できる通常武器であるツインショットと3WAYビーム、接地中に使用できる対地ボムと対空砲火、また飛び道具であるアームを使い分けて進む。地上建造物は対地ボムかアームでしか破壊できない。
ステージの途中で敵に捕獲された友軍ヘリを救出するイベントがあり、救出すると自機の攻撃力がアップするアイテムをゲットできる。
敵の防御システムのバリアをアームで開いて進入し、防御システムのコアをアームで破壊すると防御システムが解かれ、そこにベルーガが特攻して破壊し、キノコ雲が上がるグラフィックが表示されてステージクリアとなる。
（このようにPC-6001を想定した環境で動いてはいるものの、ゲームデザイン自体はPC-6001が現役だった当時としては存在しえなかったものとなっている。）